# گانگالاگاممدا
گانگالاگاممدا (به لاتین: Ganegalagammedda) یک منطقهٔ مسکونی در سری‌لانکا است که در استان مرکزی (سری‌لانکا) واقع شده‌است.